# EUX
EUX eller eux  er en gymnasial uddannelse kombineret med en erhvervsuddannelse. Med en eux kan man kalde sig erhvervsfaglig student. Uddannelsen så dagens lys i skoleåret 2010-2011 som et pilotprojektfor erhvervsuddannelser på bygge- og anlægsområdet. Baggrunden var trefoldig: Man ønskede at sikre et højt fagligt niveau på erhvervsuddannelserne, man ville gerne give unge, der har en erhvervsuddannelse, bedre muligheder for at videreuddanne sig, og for det tredje var der et ønske om at tiltrække nogle af de unge til erhvervsuddannelserne, som alternativt ville have valgt en erhvervsuddannelse.
Med den politiske "Aftale om Bedre og mere attraktive erhvervsuddannelser" fra 2014 blev eux-ordningerne udvidet til flere fag, sådan at der fremover skulle være mulighed for eux-forløb på alle relevante erhvervsuddannelser indenfor alle de hovedområder. Blandt andet blev eux indført på det merkantile område (sommetider omtalt som EUX Business).

## Opbygning
Det er muligt at tage eux indenfor mange forskellige uddannelsesområder, mens detaljerne adskiller sig afhængigt af området. En grundlæggende skillelinje går mellem eux på de tekniske og på de merkantile uddannelser. Eleverne tager undervejs både fag og undervisning, der hører til erhvervsuddannelsen, og fag på gymnasialt niveau. Varigheden varierer for de forskellige områder, men en eux tager typisk lidt længer tid end den tilsvarende erhvervsuddannelse uden eux. Niveauet for de gymnasiale fag svarer omtrent til en traditionel toårig gymnasial uddannelse.

## Udbredelse
Eux er tidligere blevet kaldt "den hemmelige uddannelse", men blev i starten af 2020'erne efterhånden mere populær. Mere end 25 % af de unge, der søgte de tekniske erhvervsuddannelser i 2021, valgte en eux. I 2023 var der i alt lidt mere end 7.000 færdiguddannede eux'ere.